# Gefecht bei Korneuburg
Sacile – Teugn-Hausen – Weichselfeldzug – Raszyn – Abensberg – Landshut – Eggmühl – Regensburg – Neumarkt – Ebelsberg – Piave – Aspern – Sankt Michael – Stralsund – Bergisel – Raab/Győr – Graz – Wagram – Korneuburg – Stockerau – Gefrees – Hollabrunn (Schöngrabern) – Znaim – Walcheren–Schlacht an der Baskischen Reede
Das Gefecht bei Korneuburg am 7. Juli 1809 war ein kleines Rückzugsgefecht zwischen den österreichischen Truppen unter Johann von Klenau und einem von Claude Legrand geführten Teil der Grande Armée im Rahmen des Fünften Koalitionskrieges der Napoleonischen Kriege.

## Vorgeschichte
Am Tag nach der österreichischen Niederlage in der Schlacht bei Wagram organisierte der Kommandant der österreichischen Truppen, Erzherzog Karl von Österreich, den ordnungsgemäßen Rückzug in Richtung Böhmen. Er selbst hatte in der Nacht vom 6. auf den 7. Juli 1809 sein Hauptquartier in Leobendorf aufgeschlagen und wollte seine Hauptmacht Richtung Znaim abziehen, während er das IV. Korps unter Rosenberg anwies, den Rückzug Richtung Brünn anzutreten. Der Plan war, sich mit der böhmischen Landwehr zu vereinen und in einer weiteren Schlacht gegen Napoleon anzutreten.
In der Nacht vom 6. auf den 7. Juli 1809 brach die Kaiserlich-Königliche Armee aus der Gegend von Stammersdorf auf und bezog die Höhen von Kreuzenstein als Nachtlager. Dazu beauftragte er Klenau, mit 18.000 Mann und 64 Kanonen, die französischen Verfolger, das von Masséna geführte IV. französische Corps, aufzuhalten.

## Verlauf
Klenau setzte dazu, soweit es in der kurzen Zeit möglich war, Korneuburg in den Verteidigungszustand. Die französische Vorhut mit 13.000 Mann und 24 Kanonen traf hier unter Kommando von Claude Legrand am Nachmittag des 7. Julis ein und zwang Klenau durch wiederholte Angriffe und heftige Kanonaden, die am Abend in Brand geratene Stadt zu verlassen. Dieser zog in Richtung Stockerau ab.

## Auswirkungen
Die Franzosen, die bis dahin im Unklaren über die Hauptrichtung des Rückzugs der österreichischen Armee nach der Schlacht von Wagram gewesen waren, schlossen aufgrund des heftigen Widerstands, auf den sie hier stießen, richtigerweise darauf, dass sich die Österreicher in Richtung Znaim bewegten und nahmen die Verfolgung auf. Das nächste Aufeinandertreffen erfolgte im Gefecht bei Stockerau.